# Глизол
Глизол (фр. Glisolles) насеље је и општина у северној Француској у региону Горња Нормандија, у департману Ер која припада префектури Евре.
По подацима из 2011. године у општини је живело 829 становника, а густина насељености је износила 75,92 становника/km². Општина се простире на површини од 10,92 km². Налази се на средњој надморској висини од 129 метара (максималној 158 m, а минималној 83 m).

## Демографија
| 1962. | 1968. | 1975. | 1982. | 1990. | 1999. | 2011. |
| ----- | ----- | ----- | ----- | ----- | ----- | ----- |
| 130   | 224   | 311   | 525   | 846   | 872   | 829   |

График промене броја становника у току последњих година